# Салајда (Калифорнија)
Салајда (енгл. Salida) насељено је место без административног статуса у америчкој савезној држави Калифорнија.

## Демографија
По попису из 2010. године број становника је 13.722, што је 1.162 (9,3%) становника више него 2000. године.
| Група             | 2000.         | 2010.         |
| Белци             | 7.095 (56,5%) | 5.768 (42,0%) |
| Афроамериканци    | 424 (3,4%)    | 435 (3,2%)    |
| Азијати           | 595 (4,7%)    | 669 (4,9%)    |
| Хиспаноамериканци | 3.902 (31,1%) | 6.426 (46,8%) |
| Укупно            | 12.560        | 13.722        |